# Schach der Dame (Film)
Schach der Dame ist eine österreichische Kriminalkomödie von 1964.

## Handlung
Der Juwelendieb Percy bricht in das Hotelzimmer der reichen Gräfin de Guiche ein. Die Dame überrascht ihn jedoch und hält ihn mit einer Pistole in Schach. Anstatt ihn der Polizei zu übergeben, lässt sie ihn im begehbaren Kleiderschrank übernachten, während sie einen anderen Mann in ihrem Zimmer empfängt. Als sie ihn am nächsten Morgen wieder herauslässt, zeigt er sich eifersüchtig, weil er aus einigen überhörten Bemerkungen schließt, sie hätte mit dem anderen Mann eine Liebesnacht verbracht – tatsächlich haben sie aber nur Schach gespielt. Die Eifersucht zeigt ihr aber, dass er sich zu ihr hingezogen fühlt – und tatsächlich gibt er zu, sie schon lange zu beobachten und sich in sie verliebt zu haben.
Durch verschiedene Wendepunkte in der Handlung wechselt das Machtgefälle zwischen den beiden mehrfach hin und her: Die Gräfin enthüllt, dass sie schon lange erkannt hat, wer er wirklich ist: kein Juwelendieb, sondern Hilton, ein Inspektor der Interpol. Doch auch er hat sie schon lange erkannt: Sie ist keine wirkliche Gräfin, sondern eine Diebin und Hochstaplerin namens Madeleine, die schon lange von Interpol gesucht wird. Sie legt ein umfassendes Geständnis ab: Sie sei auf der Flucht, weil sie ihren Mann und mehrere Geliebte um deren Vermögen gebracht habe. Er will sie festnehmen, doch sie bringt ihre Pistole wieder an sich und bedroht ihn. Sie will herausfinden, ob er wirklich so fasziniert von ihr war, doch er sagt, dies sei nur ein Trick gewesen. Als sie ihn tatsächlich erschießen will, erweist sich die Pistole als nicht geladen: Er hatte zuvor in einem unbeobachteten Moment die Patronen entfernt. Er glaubt, gewonnen zu haben, doch sie erzählt, sie habe auch mit Hiltons Chef ein Verhältnis gehabt, und dieser werde ihre Verhaftung verhindern. Sie fingiert einen Telefonanruf bei diesem Chef, tatsächlich ist ein zuvor instruierter Komplize am Telefon, der mit verstellter Stimme Hilton als Trottel beschimpft. Als Hilton auch den Schmuck im Tresor nicht wiederfindet, weil der Fremde am Abend zuvor ihn mitgenommen hat, gibt Hilton sich geschlagen und verlässt das Hotelzimmer, ohne Madeleine festzunehmen.

## Produktion
Der Film wurde vom ORF produziert und am 9. Januar 1964 zum ersten Mal ausgestrahlt.

## Rezeption
„In dem phantasievoll-spannenden Zweipersonen-Stück des Wiener Autors Reiner Martin verbindet sich Abenteuerliches mit echt Komödiantischem zu einer Kriminalkomödie, deren besonderer Vorzug zwei brillante Rollen sind.“